# Ondrej Dostál
Ondrej Dostál (ur. 5 kwietnia 1971 w Bratysławie) – słowacki dziennikarz, analityk i działacz polityczny, radny Bratysławy, poseł do Rady Narodowej.

## Życiorys
Ukończył studia z dziedziny filozofii i socjologii na Uniwersytecie Komeńskiego w Bratysławie. W okresie 1993–1998 pracował jako komentator ds. polityki krajowej w dzienniku „SME”. Działał jednocześnie w Partii Demokratycznej (DS), będąc w latach 1998–2001 jej rzecznikiem. W 2001 został dyrektorem think tanku Konzervatívny inštitút Milana Rastislava Štefánika. Był koordynatorem słowackiej inicjatywy przeciwko konstytucji europejskiej.
W 2001 opuścił DS, wiążąc się z Obywatelską Partią Konserwatywną. Od 2005 pozostawał jej wiceprzewodniczącym, w 2012 objął przewodnictwo tej partii. Z ramienia OKS wykonywał mandat radnego dzielnicy Bratysława Stare Miasto (2002–2009), w 2009 zasiadł w sejmiku kraju bratysławskiego. Rok później uzyskał mandat poselski z ramienia ugrupowania Most-Híd, z list którego startowali przedstawiciele konserwatystów. W wyborach w 2012 zapowiedział start z listy Zwyczajnych Ludzi, ostatecznie jednak się wycofał. W wyborach w 2016, 2020 i 2023 ponownie wybierany na posła – kandydował jako przedstawiciel OKS z listy Wolności i Solidarności. W 2022 mianowany sekretarzem stanu w resorcie sprawiedliwości, odszedł z tej funkcji jeszcze w tym samym roku.
Jest autorem lub współautorem publikacji z dziedziny polityki społecznej, społeczeństwa obywatelskiego, mniejszości narodowych i etnicznych, a także z problematyki Unii Europejskiej (m.in. Ku koreňom nenávisti v slovenských médiáchz 1993, Menšiny v zrkadle dvoch volebných období. Porovnanie postavenia národnostných menšín vo volebných obdobiach 1994–1998 a 1998–2002 z 2002).